# 16810 Павелалександров
16810 Павелалександров (16810 Pavelaleksandrov) — астероїд головного поясу, відкритий 25 жовтня 1997 року.
Тіссеранів параметр щодо Юпітера — 3,527.